# Арт-феминизм
Арт-феминизм (или феминистское искусство, англ. feminist art) — искусство, созданное сознательно в контексте феминистской теории искусства. Феминистское искусство подчёркивает неравноправие в социальных и политических аспектах, которое женщины испытывают практически ежедневно. В начале семидесятых кризис доверия к культуре модернизма, в которой доминировали мужчины, наиболее полно выразился в среде художниц, исповедовавших феминизм или его тогдашние разновидности. Как движение арт-феминизм возник в конце 1960-х — начале 1970-х годов. Он не был связан с каким-либо конкретным стилем или СМИ, а характеризовался рядом усилий, направленных на предоставление женщинам места в мире, особенно в мире искусства. Арт-феминизм является одним из самых значительных преобразований в изобразительном искусстве второй половины двадцатого столетия.

## История

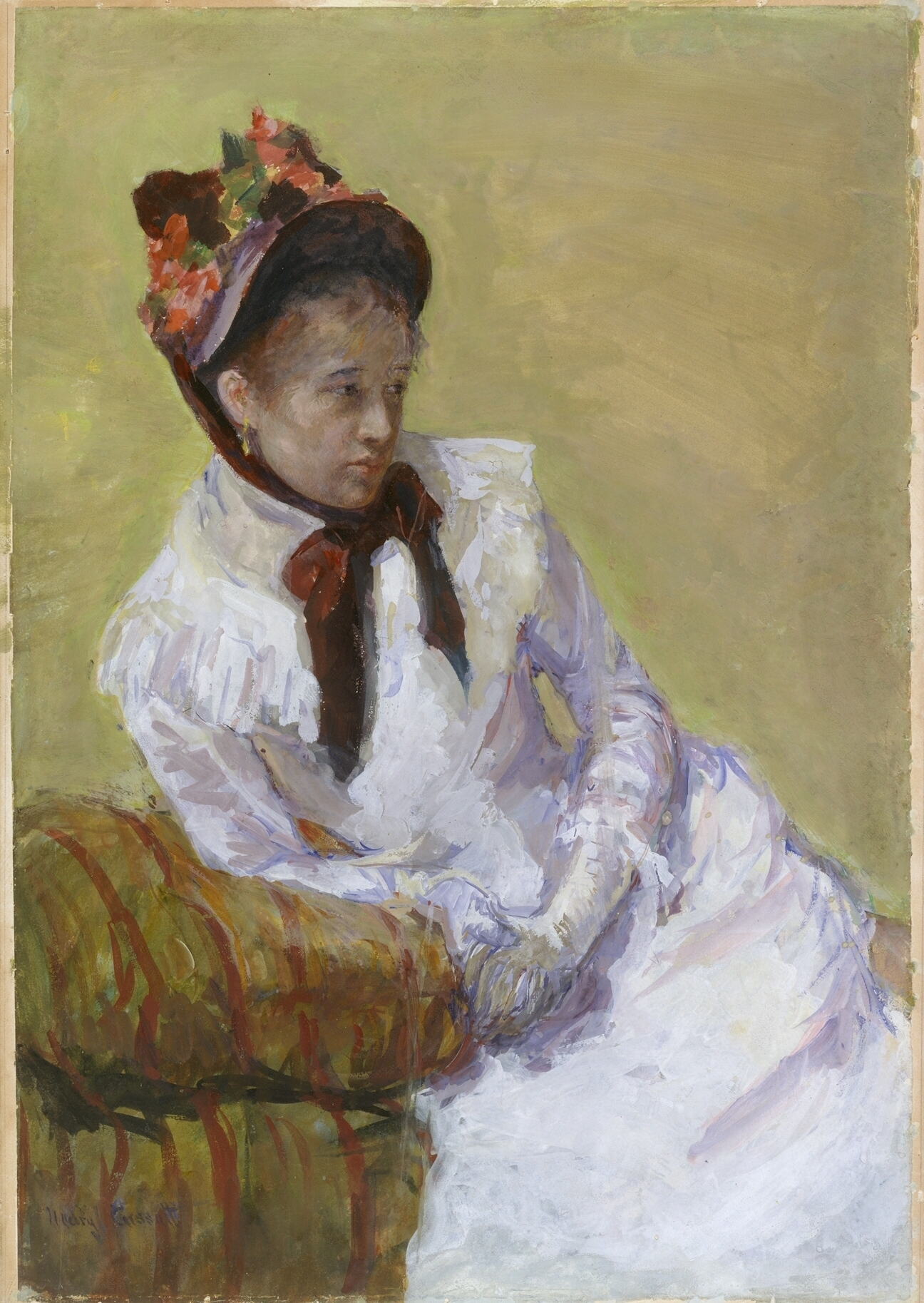
Мэри Кэссетт. Автопортрет (ок. 1878)

В историческом плане художницы, если и существовали, в большинстве остались безвестны: не существует женщин, сравнимых по признанию с Микеланджело или Да Винчи. Из-за исторической роли женщин как хранительниц очага большинство из них не могло уделять время созданию произведений искусства. Кроме того, женщинам редко разрешалось посещать художественные школы и почти никогда не разрешалось посещать занятия по изображению обнажённой натуры из-за боязни ненадлежащего поведения. Таким образом, художницами в основном становились состоятельные женщины, имевшие свободное время, которых обучали отцы или дяди. Они работали в жанрах натюрморта, пейзажа или портрета. Среди известных ранних художниц — Анна Клэйпул Пил (1791—1878), Мэри Кэссетт (1844—1926).
Определение феминистского искусства противоречиво, так как включает различные личные и политические элементы, отношение к которым у людей разное. Основные противоречия отражены в вопросах: становится ли феминистским искусство, созданное приверженцами феминизма и может ли феминистское искусство быть создано тем, кто не разделяет феминистских взглядов? Возникшее в конце 1960-х годов в США, феминистское движение в искусстве было вдохновлено студенческими протестами 1960-х годов, движением за гражданские права и феминизмом второй волны. Критикуя институты, которые пропагандируют сексизм и расизм, студенты, имеющие отличный от белого цвет кожи, и женщины стремились обличить и устранить неравенство. Художницы для демонстрации неравенства использовали свои произведения искусства, участвовали в протестах, организовывали сообщества и составляли реестры произведений, созданных женщинами.

### 1960-е годы
До 1960-х годов большинство произведений, созданных женщинами, не имели феминистского содержания: они не рассматривали и не критиковали положение, в котором женщины пребывали исторически. Женщины чаще были субъектами искусства, а не самими авторами. Исторически женское тело рассматривалось как объект желания, существующий для удовольствия мужчин. В начале XX века стали появляться произведения, выставляющие напоказ женскую сексуальность, например, изображения в стиле пинап. К концу 1960-х годов появилось множество работ, созданных женщинами, в которых произошёл отход от традиции изображать женщин исключительно как сексуальный объект.

Яёи Кусама. Oven-Pan (1963)

Чтобы добиться признания, многие художницы пытались устранить гендерные признаки из своих работ, чтобы не выделяться в преимущественно мужском мире искусства. Если работа не выглядит как женская, предубеждения в отношении женщин не будут оказывать влияние на её восприятие, таким образом выдвигая на первый план её собственную ценность. В 1963 году Яёи Кусама создала скульптуру Oven-Pan — часть большой серии работ, которую она назвала «агрегационными скульптурами» (англ. aggregation sculptures). Работы из этой серии представляют собой предмет, связанный с женским занятием — в случае Oven-Pan это металлический противень — и полностью заполняет его выпуклыми комками из того же материала. Это ранний феминистский пример того, как художницы находят способ разрушить традиционное восприятие роли женщин в обществе. Наличие комков, сделанных из того же цвета и материала, что и металлический противень, полностью лишает противень функциональности и, в метафорическом смысле, связи с женщинами. Одновременно устраняется гендерный признак предмета, что не только лишает его функции кухонной принадлежности, которую используют женщины, но и превращает в нечто уродливое. В предыдущий период женские произведения представляли собой красивые и декоративные предметы, такие как пейзажи и лоскутные одеяла, тогда как более современные произведения женского искусства стали смелыми или даже мятежными.
К концу десятилетия стали появляться прогрессивные суждения, наполненные критикой господствующих общественных ценностей и идеологии как ненейтральных и ущемляющих права женщин. Одновременно началось возрождение художественных практик, исторически рассматриваемых как приземлённые, не несущие высокой эстетики, например, вышивания. Мятеж против традиционного восприятия роли женщины в искусстве привёл к появлению новых стандартов женского искусства. Женское тело, ранее считавшееся только объектом мужского вожделения, стало рассматриваться как оружие против существующей гендерной идеологии.
В 1964 году Йоко Оно провела перформанс Cut Piece, после которого перформанс стал набирать популярность в феминистском искусстве как способ критического анализа общественных ценностей в отношении пола. В Cut Piece Оно сидела на сцене, а зрители отрезали куски её одежды, в конце концов обрезав лямки бюстгальтера и оставив её полураздетой и в лохмотьях. Взаимоотношения Оно и зрителей затрагивали понятия пола том плане, что Оно стала сексуальным объектом. Перфоманс раскрыл социальное положение женщины, рассматриваемой как объект.

### 1970-е годы
Одной из знаковых работ первой фазы арт-феминизма является «Званый ужин» Джуди Чикаго (англ. The Dinner Party, 1974—1979). Более сотни женщин (а также несколько мужчин) были вовлечены в создание этого произведения. «Званый ужин», отдающий дань уважения достижениям и тяготам женского труда, имеет форму треугольного банкетного стола на 39 персон, каждый набор на котором представлял значительную женщину в западной цивилизации. «Званый ужин» был показан широкой публике впервые в Музее современного искусства Сан-Франциско в 1979, что привлекло более 100 000 посетителей за три месяца.

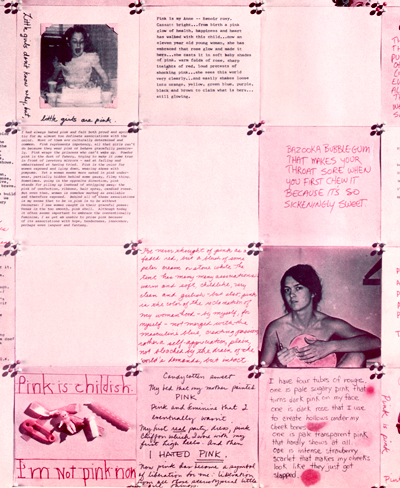
Плакат Шейлы Дебреттевиль (1973)

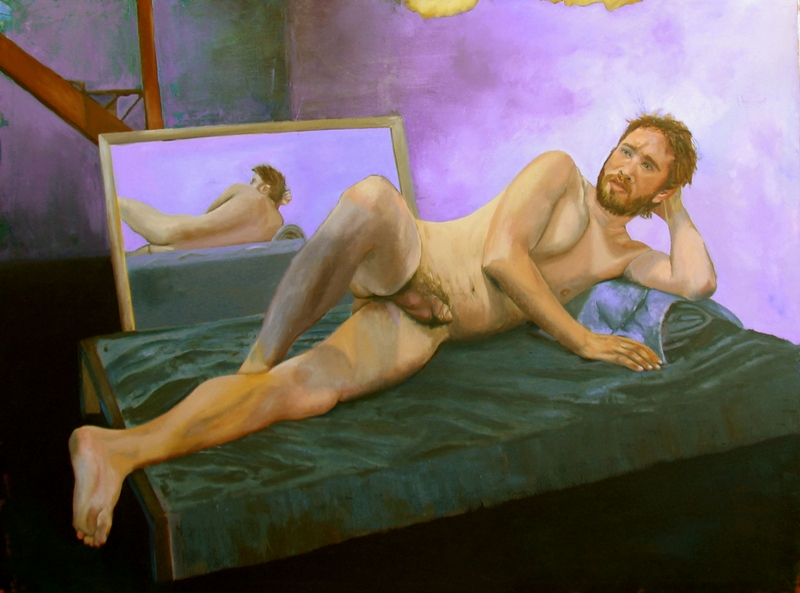
Ора Рувен. Man 2 (2010)

Коалиция работников искусства одним из 13 требований, выдвинутых перед музеями в 1970, назвала необходимость «преодолеть несправедливость, веками проявляемую по отношению к женщине-художнику, установив при организации выставок, приобретении новых экспонатов и формировании отборочных комитетов, равную представительную квоту для художников обоих полов». В феврале 1970 чернокожая художница Фейт Ринголд решила выразить протест против выставки в Школе изобразительных искусств в Нью-Йорке, так как все участники были мужчины. Она объявила, что если организаторы не включат в состав выставки пятьдесят процентов женщин, начнётся «война». Вскоре к Ринголд присоединилась критик Люси Липпард и возникла группа влияния под названием «Революция художниц» (Women Artists in Revolution, сокращённо WAR — «война»). Группа выражала протест против дискриминации женщин на ежегодных экспозициях в Музее Уитни, ратовала за увеличение процента женщин-участниц до 50 процентов. В дальнейшем они предприняли шаги по организации собственных выставок и галерей.
В течение 1970-х годов феминистское искусство продолжало служить средством оспаривания положения женщин в социальной иерархии. Цель состояла в достижении равноправия с коллегами-мужчинами. Работа Джуди Чикаго «Званый ужин» (англ. The Dinner Party, 1974—1979) подчёркивала идею обретённых прав и возможностей путём превращения обеденного стола — символа традиционной женской роли — в равносторонний треугольник. На каждой стороне стояло одинаковое количество тарелок. Каждая из тарелок была посвящена конкретной женщине в истории. Каждая тарелка содержала пищу. Этим отрицалась идеи подчинения женщины требованиям общества. В историческом контексте 1960-е и 1970-е годы стали эпохой, когда женщины обрели новые формы свободы. Всё больше женщин получали работу, была легализована контрацепция, шла борьба за равную оплату труда, гражданские права, Верховный суд США принял решение о законности абортов — эти события нашли отражение в искусстве. Однако женская свобода не ограничивались только политикой. Важной частью «Званого ужина» стал «Этаж наследия» — керамические изразцы, устилающие всю площадь треугольника между столами, и перечисляющие имена 999 женщин, являющихся образцами для подражания, внёсших важный вклад в развитие равноправного общества, в улучшение условия жизни для женщин.
Традиционно умение запечатлеть обнажённое на холсте или в скульптуре отражало высокий уровень достижений в искусстве. Чтобы достичь этого уровня, необходим доступ к обнажённым моделям. В то время как мужчинам-художникам была предоставлена эта привилегия, для женщины считалось неприличным видеть обнажённое тело. В результате женщины были вынуждены сосредоточить внимание на менее профессионально признаваемом декоративном искусстве. Однако с 1970-х годов борьба за равенство распространилась на эту область. Со временем всё больше женщин стало поступать в художественные академии. Для большинства художниц цель состояла не в том, чтобы рисовать мастера-мужчины, а в том, чтобы научиться их техникам и использовать их таким образом, чтобы бросить вызов традиционным представлениям о женщинах.
Популярным изобразительным средством среди художниц-феминисток стала фотография. Её использовали различными способами, чтобы показать «настоящую женщину». Например, в 1979 году Джудит Блэк сделала автопортрет, изображающий её тело со всеми недостатками, чтобы предстать обычным человеком, а не идеализированным секс-символом. Ханна Уилк также использовала фотографию как способ выражения нетрадиционного представления о женском теле. В серии фотографий 1974 года под названием S.O.S — Stratification Object Series Вильке использовала себя в качестве модели, снявшись топлес с приклеенными в разных местах кусочками жевательной резинки в форме вульвы, метафорически демонстрируя, как женщины в обществе пережёвываются, а затем выплёвываются.
В это время в центре внимания находилось восстание против «традиционной женщины». Это вызывало негативную реакцию как мужчин, так и женщин, которые чувствовали, что их традиции находятся под угрозой. Художницы выбирали различные формы, например, Ана Мендиетой использовала шокирующие работы, темой которых часто было сексуальное насилие над женщиной.
Другие художницы, например, Линда Бенглис, заняли более сатирическую позицию: на одной из фотографий художницы, опубликованной в Artforum, она позирует с фаллоимитатором в руках возле лобковой области. Некоторые считали эту радикальную фотографию «вульгарной» и «раздражающей». Другие, однако, увидели в ней выражение гендерного неравенства, так как фотография Бенглис была подвергнута более резкой критике, чем работа Роберта Морриса, который позировал без рубашки с цепями на шее в знак подчинения. В это время изображение доминирующей женщины резко критиковалось, а в некоторых случаях любые произведения женщин, изображающая сексуальность, воспринималась как порнографические.
В отличие от Бенглис, использовавшей женское доминирование для выявления неравенства, Марина Абрамович использовала для демонстрации положения женщин в обществе покорность, которая ужасала, а не раздражала зрителей. В своей работе «Ритм 0» (1974) Амбрамович искала не только предел своих возможностей, но и пределы дозволенного с точки зрения зрителей, представляя 72 различных предмета: от перьев и духов до винтовки и пули — для использования на её собственном теле. Инструкции были просты: она — объект, и зрители могут делать с её телом всё, что захотят, в течение следующих шести часов. Публика полновластна, а художница лежит безмолвно и неподвижно. К концу перформанса зрители становились всё более агрессивными и в какой-то момент мужчина угрожал ей ружьём — но когда перформанс закончился, публика в страхе разбежалась, как будто не могла смириться с тем, что только что произошло. В этом эмоциональном спектакле Амбрамович передала мощное послание об объективации женского тела, в то же время раскрыв всю сложность человеческой натуры.
В 1975 году Барбара Деминг основала фонд The Money for Women для поддержки работ феминисток, управляла которым при поддержке художницы Мэри Мейгс. После смерти Деминг в 1984 году организация была переименована в «Мемориальный фонд Барбары Деминг». Сегодня он является «старейшим действующим феминистским агентством по предоставлению грантов», которое «поощряет и предоставляет гранты феминисткам в искусстве (писательницам и художницам)».

### 1980-е годы

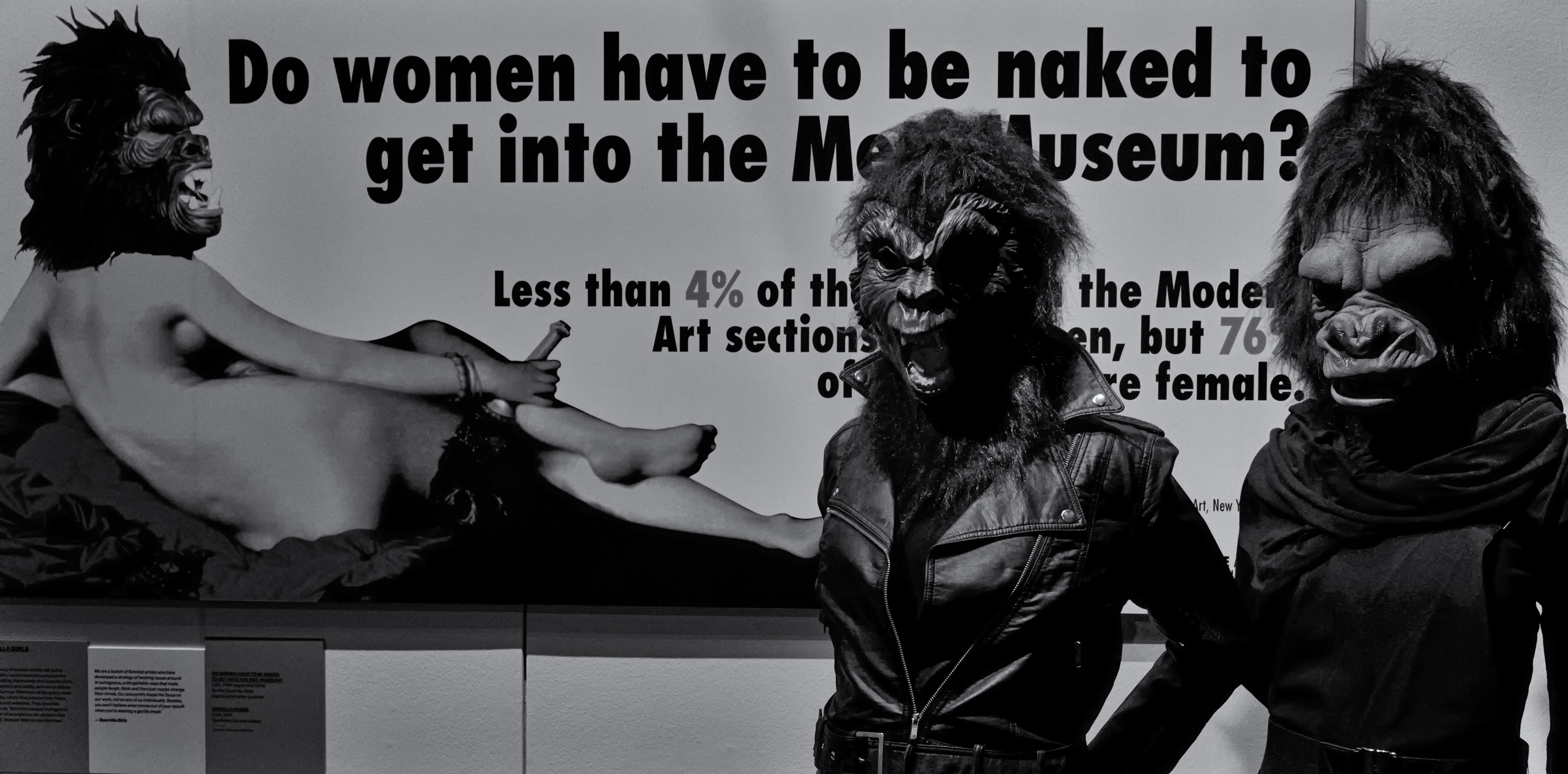
Guerrilla Girls

Феминистское искусство 1960-х и 1970-х годов проложило путь активистскому искусству и искусству идентичности 1980-х годов. Смысл, вкладываемый в понятие «арт-феминизм» менялся настолько быстро, что к 1980 году ведущий куратор направления Люси Липпард организовывала выставки, где «все участники демонстрировали работы, относящиеся к полной панораме искусства социальных изменений».
В 1985 году в Музее современного искусства в Нью-Йорке открылась галерея, в которой, как утверждалось, были собраны самые известные произведения современного искусства того времени. Из 169 представленных в ней художников только 13 были женщинами. В ответ на это анонимная группа женщин провела исследование самых влиятельных художественных музеев и установила, что в них почти не выставляли работы женщин. Это привело к появлению группы Guerrilla Girls, начавшей борьбу с сексизмом и расизмом в мире искусства с помощью протестов, плакатов, художественных работ и публичных выступлений. В отличие от феминистского искусства, существовавшего до 1980-х годов, акции Guerrilla Girls носили более провокационный и направленный характер и одновременно привлекали внимание и разоблачали сексизм. Плакатах группы требовали освободить женщину от той роли, которую она играла в мире искусства до начала феминистского движения. Например на одном из плакатов использовалась картина Жан-Огюста-Доминика Энгра «Большая одалиска», но голова изображённой обнажённой женщины была заменена на голову гориллы. Подпись гласила: «Нужно ли женщинам обнажаться, чтобы попасть в Метрополитен-музей? Менее 5 % художников в секциях современного искусства — женщины, но 85 % обнажённых натур — женщины». Изменив известную картину, чтобы устранить её привлекательность для мужского взгляда, Guerrilla Girls превращали обнажённое женское тело в нечто, отличающееся от объекта вожделения.
Критику мужского взгляда и объективации женщин также можно найти в работе Барбары Крюгер Your gaze hits the side of my face: на изображение мраморного бюста женщины в профиль, подсвеченного так, чтобы создать резкие тени, в столбик наложены слова «Твой взгляд бьёт меня по лицу». В этом предложении Крюгер выражает протест против гендерного неравенства, общества и культуры, создавая ассоциацию с современными журналом и тем самым привлекая внимание зрителя.

### 1990-е годы
В 1990-е годы продолжилось развитие таких художественных средств арт-феминизма, как видео и цифровая фотография, и началось освоения новых форматов: Всемирной паутины, гипертекста, интерактивного искусства. Некоторые работы, такие как My Boyfriend Came Back From The War (1996) Оли Лялиной, использовали гипертекст и цифровые изображения, чтобы создать нелинейный нарратив о гендере, войне и травмах. Другие работы, такие как Bindigirl (1999) Премы Мерти, объединяли перформанс с потоковым видео, живым чатом и веб-сайтом, на котором проводился опрос на тему гендера, колониализма и онлайн-потребления. А такие работы как Bodies© INCorporated (1997) Виктории Весны использовали средства виртуальной реальности, включая 3D-моделирование и VRML, чтобы высмеивать коммодификацию тела в цифровой культуре.
В эти же годы возникла философия киберфеминизма и образовались киберфеминистские коллективы VNS Matrix, OBN / Old Boys Network и subRosa.

## Дискурс
В 1971 году искусствовед Линда Нохлин (англ. Linda Nochlin) опубликовала в «Арт Ньюз» и в каталоге к выставке «25 современных художниц» новаторское эссе Почему нет великих художниц-женщин? (англ. Why Have There Been No Great Women Artists?), в котором исследовала социальные и экономические факторы, которые помешали талантливым женщинам достичь того же статуса, что и их коллеги-мужчины. Предметом рассмотрения Нохлин стал вопрос, есть ли в женском творчестве какая-то сугубо женская суть. Нет, не имеется, настаивала она, и не может иметься. Соглашаясь, что великих художников ранга Микеланджело среди женщин нет, она утверждала, что причины кроются в системе общественных институтов, включая образование, где доминируют мужчины и принижается значение женщины. Один из доводов Нохлин состоял в том, что концепции «гения», «мастерства» и «таланта» разработаны мужчинами применительно к мужчинам, и следует поражаться, что женщины вообще чего-то добились.
Подход Липпард к этому вопросу оказался другим. Она была убеждена, что скрытая особенность в образной системе женщин-художниц всё-таки есть. К 1973 году она выделила круг особенностей женского творчества: 

«плотность, однородная текстура, …преобладание округлых форм и центральная фокусировка, повсеместно линеарные, выпуклые или параболические, самодовлеющие формы, слои и напластования, неуловимая неопределённость исполнения, склонность к розовым, пастельным… тонам».
К 1980-м годам такие искусствоведы, как Гризельда Поллок и Рошика Парке, изучая язык истории искусства с его гендерными терминами, такими как «старый мастер» (англ. old master) и «шедевр» (англ. masterpiece), поставили под сомнение центральное место обнажённой женской натуры в западном каноне, спрашивая, почему мужчины и женщины представлены столь по-разному.
В книге «Искусство видеть» (1972) критик Джон Бёрджер заключил, что «Мужчины смотрят на женщин. Женщины видят себя рассматриваемыми» (англ. Men look at women. Women watch themselves being looked at). Другими словами, западное искусство повторяет неравные отношения, уже заложенные в обществе.
В работах по истории искусства, таких как эссе Кэрол Дункан «Мужской диктат в авангардистской живописи начала XX века», опубликованном в Артфоруме в начале 1974, прозвучали нотки скептицизма относительно качества обзоров современного искусства (посвящённых мужчинам и написанных ими же), большинство которых по-прежнему выводило на первый план представление о мужчине-гении, который овладевает своим материалом как женщиной.

## Художественные средства
Ряд произведений арт-феминизма были довольно традиционными — например, живопись Сильвии Слей, в которой давние стереотипы ню применялись к мужчинам как объекту эротического наслаждения. Однако многие образцы феминистского искусства использовали более новаторские виды выражения, такие как перформанс и видеоарт. Важным аспектом движения было желание возродить интерес к таким видам искусства, как квилтинг и вышивка, которые традиционно рассматриваются в качестве женских и которым присваивался более низкий статус по сравнению с изобразительными искусствами.

## Поддержка арт-феминизма
В 1970-х годах общество стало открыто для перемен, и люди начали понимать, что существует проблема гендерных стереотипов. Феминистское искусство стало популярным способом решения социальных проблем феминизма, возникших в конце 1960—1970-х годов. В 1972 году появился первый феминистский журнал «Мисс», который поддержал работы художниц арт-феминизма. Журнал использовал средства массовой информации для распространения идей феминизма и привлечения внимания к отсутствию гендерного равенства в обществе. Соучредитель журнала, Глория Стейнем, написала: «Женщина нуждается в мужчине, как рыба нуждается в велосипеде» — этот лозунг, демонстрирующий силу независимых женщин, активно использовался активистками феминистского движения.

## Влияние арт-феминизма на общество
Люси Липпард в 1980 году утверждала, что феминистское искусство — «не стиль и не движение, а система ценностей, революционная стратегия, образ жизни». Эта цитата подтверждает, что феминистское искусство затронуло все стороны жизни. Американские женщины были полны решимости сделать свои голоса громче шума недовольства, добиться равенства в профессии и свободы действий в отношении собственных тел. Искусство было средством, которое использовалась, чтобы донести своё видение. Феминистское искусство выполняет это предназначение, оспаривая традиционные представления о роли женщины. Идея гендерного равенстве в произведениях феминисток доходит до зрителей, поскольку оспаривание общепринятых социальных норм заставляет людей задуматься, не будет ли социально приемлемо для женщин носить мужскую одежду.

## Пример арт-феминизма
Подъём феминизма произошёл в то же время, когда феминистские художники и художницы стали более популярными. Наглядным примером феминистской художницы является Джуди Датер. Начав свою творческую карьеру в Сан-Франциско, культурном «центре» различных видов искусства и творческих работ, Датер выставила феминистские фотографии в музеях и получила изрядную дозу популярности. Датер продемонстрировала искусство, которое фокусировалось на женщинах, бросающих вызов стереотипным гендерным ролям, однако все думали, что эти женщины вскоре переоденутся и всего лишь позируют лишь для фотографии. Женщина в мужской одежде считалось редкостью. Своими работами художница выражала поддержку феминистскому движению, и многие люди узнали о страстной вере Датер в равные права. Датер также выставляла фотографии обнажённых женщин, чтобы продемонстрировать женские тела как сильные физически, для их прославления. Фотографии привлекли внимание зрителей оригинальностью и необычностью, невписываемостью в существующие традиционные социальные нормы.

## Феминистское искусство в России

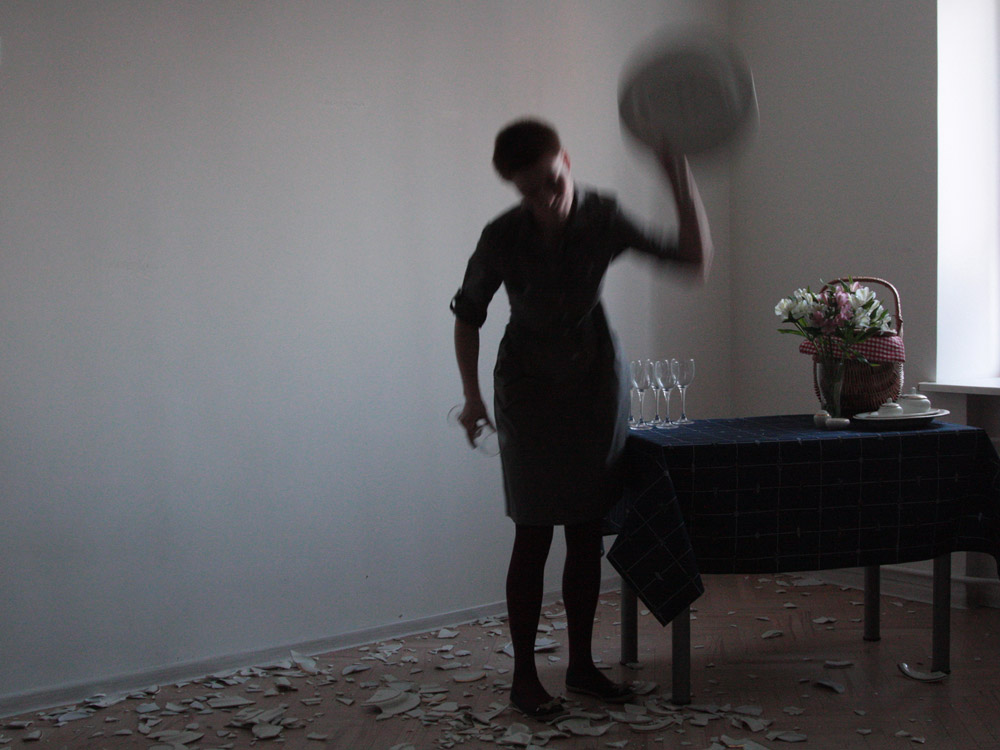
Микаэла впервые исполняет свой перформанс «Сцена», 19 апреля 2014 года, Москва

## Известные художницы-феминистки
| - Ханна Вильке - Guerrilla Girls - Нан Голдин - Саня Ивекович - Барбара Крюгер - Яёи Кусама | - Ана Мендьета - Луиза Невельсон - Ширин Нешат - Йоко Оно - Pussy Riot - Марта Рослер | - Дженни Савиль - Кики Смит - Дженни Хольцер - Ребекка Хорн - Джуди Чикаго - Синди Шерман | - Кароли Шниман - Вали Экспорт - Трейси Эмин |